# Собескі (Підляське воєводство)
Собескі (пол. Sobieski) — село в Польщі, у гміні Моньки Монецького повіту Підляського воєводства.
Населення — 99 осіб (2011).
У 1975-1998 роках село належало до Білостоцького воєводства.

## Демографія
Демографічна структура станом на 31 березня 2011 року:
|          | Загалом | Допрацездатний вік | Працездатний вік | Постпрацездатний вік |
| -------- | ------- | ------------------ | ---------------- | -------------------- |
| Чоловіки | 49      | 10                 | 32               | 7                    |
| Жінки    | 50      | 12                 | 29               | 9                    |
| Разом    | 99      | 22                 | 61               | 16                   |